# محمد توفيق الرخاوي
محمد توفيق الرخاوي (4 سبتمبر 1931 - 14 أبريل 2019) هو عالم تشريحٍ وطبيبٌ ومؤلفٌ مصري، عمل أستاذًا ورئيسًا لقسم التشريح وعلم الأنسجة في كلية الطب بجامعة القاهرة. يُعد من رواد تعريب العلوم الطبية، ومن أشهر المؤلفات التي نقلها من الإنجليزية إلى العربية هو «أطلس تشريح الإنسان: سابوتا».
يذكُر في مقدمة كتابه «أطلس التشريح العصبي» الصادر في سبتمبر/أيلول 2000 م: «يقول علماء اللسانيات والمتخصصون في اليونسكو إنَّ "التعليم" (education) غير "التعلم" (learning)، فالتعليم (الطب وغيره) يتم في بلدان العالم كلها باللغة الأم (اللغات القومية)، إذ يتم التعليم في الصين باللغة الصينية، وفي اليابان باللغة اليابانية، وفي ألمانيا باللغة الألمانية، [وفي إسرائيل باللغة العبرية!!!]... وهكذا... حيث أنَّ اللغة الأم، هي أداة العلم، وهي وعاء الثقافة، وهي كذلك وعاء الفكر. والحقيقة أنه "ما انتفع قومٌ بفكر لم يزرعوه في لغتهم". ولا بد لنا هنا من أن نَذكر ونُذكر أنه على حين أن دراسة لغة أجنبية ("كـ" لغة أجنبية) شيء محمود ومطلوب، حيث أنه "من تعلم لغة قومٍ أمن مكرهم"، فإنَّ الدراسة "بـ" لغة أجنبية شيء آخر، أثاره مدمرة تمامًا».

## حياته
وُلد محمد توفيق الرخاوي في قرية هورين التابعة لمحافظة المنوفية بتاريخ 4 سبتمبر/أيلول 1931 م. حصل على درجة البكالوريوس والماجستير في الطب من جامعة عين شمس، ثم حصل على درجة الدكتوراة في العلوم الطبية من كلية الطب بجامعة إيموري عام 1961 م، وكان محاضرًا زائرًا في نفس الكلية، وأيضًا في كلية الطب بجامعة تولين وكلية الطب بجامعة كوينز. عمل محاضرًا في جامعة عين شمس، لينتقل بعدها للعمل أستاذًا في قصر العيني في الفترة ما بين 1976 حتى 1982 م. شغل أيضًا منصب رئيس لجنة التعليم والتعريب بنقابة الأطباء المصرية في الفترة ما بين 1984 حتى 1990 م.
يقول في مقابلةٍ تحت عنوان «الطبيب تقلب في صفحات عالم التشريح المصري د.الرخاوي» أجريت معه في يوليو/تموز 2010: «ولقد كنت طيلة هذه السنوات اذهب إلى العمل قبل صلاة الفجر، حيث أصليه جماعةً في إحدى المساجد الشهيرة مثل الحسين أو السيدة زينب وغيرها، أو حتى في مكتبي، فقد كان الاستيقاظ مبكرًا وصلاة الفجر يمنحاني نشاطًا وقوة تكفي لبقية اليوم، ثم أذهب إلى العمل بعد صلاة الفجر مباشرةً في حين أنَّ مواعيد العمل الرسمية تبدأ من الساعة الثامنة صباحًا وتنتهي في الخامسة مساءً، ولكنني كنت أظل أعمل حتى الساعة الثامنة مساءً»، كما توضح بأنه يرى بأنَّ «أسوأ لحظات في حياة الإنسان أن لا يكون قادرًا على فعل عمل يحبه، وأنَّ السعادة الحقيقية هي أن تستطيع أن تنتج شيئًا يستحق العمل من أجله وأن يكون هذا العمل خالصًا لوجه الله تعالى».
كان عضوًا في اللجنة العلمية للمصطلحات التشريحية، شبكة تعريب العلوم الصحية، مجمع اللغة العربية بالقاهرة، الجمعية الطبية المصرية، الجمعية الأمريكية للتشريح، الجمعية المصرية للعلوم التشريحية، جمعية علوم الخلية المصرية. كما كان السكرتير العام للجمعية المصرية للإعجاز العلمي في القرآن والسنة.
يُعد محمد الرخاوي من رواد تعريب العلوم الطبية، حيث كان يضع مؤلفاتٍ أصليةٍ ويُترجم مؤلفاتٍ أخرى من اللغة الإنجليزية إلى اللغة العربية.
حسب كتاب «الأعمال الكاملة للبروفيسورعبد العزيز صالح بن حبتور» فإنَّ الدكتور محمد الرخاوي كان معارضًا لتدريس الطب باللغة العربية، حيث يذكر بأنه «كان من معارضي تدريس الطب باللغة العربية، لكن بعد ممارسته لتعليم الطب، لمس صعوبة بالغة أثناء العملية التعليمية في محاولة نقل المعلومات لطلابه، فالمحاضر يفكر باللغة العربية، ثم يترجم فكرة إلى اللغة الإنجليزية والطالب يتلقى باللغة الإنجليزية ثم يعيد ترجمة ما تلقاه من حيث لا يشعر إلى اللغة العربية. وهذا كله ما يثقل العملية التعليمية.».
يُشير كتاب «علم المصطلح: أسسه النظرية وتطبيقاته العملية» إلى قولٍ لمحمد الرخاوي حول «التعليم الطبي الهجين»، حيث يقول «إنّنا لا ندرّس بالعربيّة، طبعًا، كما أّنَّنا، في الحقيقة، لا ندرّس بالإنجليزيّة كما هي الإنجليزيّة أبدًا، ولكنّنا ندرّس خليطًا شاذَّا من الإنجليزيّة المُتلعثِمة والعربيَّة المُكسَّرة، واللاتينيّة التي لا نعلم منها الآن حتّى ولو الشيء اليسير».
يُشار إلى أنَّ محمد توفيق الرخاوي كان متزوجًا من الدكتورة رشيقة محمود عبد العزيز، وله منها عمرو ودينا الرخاوي.

## مؤلفاته
كان محمد الرخاوي قد وضع عددًا من المؤلفات، منها:
- «أطلس الصدر» عام 1994
- «علم الأجنة»، 1994 صدر عن المكتب المصرى الحديث (ردمك 9789772090655)[10]
- «التشريح الإيضاحي: الصدر والقلب»، صدر عام 2000 عن المكتب المصرى الحديث (ردمك 9789772090495)
- «معجم المصطلحات الطبية» بالتعاون مع ماهر محمدي يس، صدرت الطبعة الثالثة منه عام 2007 عن دار الكتب العلمية للنشر والتوزيع (ردمك 9789772875634)
- « تشريح الصدر والعمود الفقري»
- « تشريح الطرف العلوي»
- « تشريح الطرف السفلي»
- « تشريح الرأس والعنق»
- «التشريح العصبي»
- «تشريح البطن والحوض والعجان»
- «التشريح العملي، الجزء الأول: الطرفان العلوي والسفلي»
- «التشريح العملي، الجزء الثاني: الصدر و البطن والحوض»
- «التشريح العملي، الجزء الثالث: الرأس والعنق»
- « مقدمة علم الحياة وتشريح الإنسان»
- «الهستولجيا– علم الأنسجة»
- «أطلس تشريح "بالألوان"– باللغتين العربية والانجليزية»
- «أطلس الرخاوي للتشريح الطرف العلوي"»
- «أطلس الرخاوي للتشريح "الطرف السفلي"»
- «أطلس الرخاوي للتشريح "الرأس والعنق"»
- «أطلس الرخاوي للتشريح "البطن والحوض والعجان"»
- «أطلس الرخاوي للتشريح "التشريح العصبي"»
- «أطلس الرخاوي "علم الأجنة"»
- «أطلس الرخاوي للهستولجيا "علم الأنسجة"»

## وفاته
تُوفي محمد توفيق الرخاوي في مصر الجديدة بتاريخ 14 أبريل/نيسان 2019 ميلاديًا المُوافق 8 شعبان 1440 هجريًا، عن عمرٍ ناهز 87 عامًا.
نعته نقابة الأطباء المصرية في منشورٍ لها عبر موقع فيس بوك: «نقابة أطباء مصر تنعي الأستاذ الدكتور محمد توفيق الرخاوي: تنعى نقابة أطباء مصر بمزيد من الحزن والأسى الزميل أ.د محمد توفيق الرخاوي أستاذ التشريح بطب قصر العيني، يعد دكتور محمد توفيق الرخاوي أحد أعلام مصر والوطن العربي في علم التشريح، بل ومن خبراء التشريح على مستوي العالم، وعضو اللجنة العالمية للمصطلحات التشريحية، رائد من رواد تعريب العلوم الطبية، صاحب مسيرة علمية طويلة وتلاميذه ينتشرون في مختلف الجامعات المصرية والعربية. للفقيد الرحمة ولأسرته خالص العزاء».